# Le Champ-près-Froges
Le Champ-près-Froges is een gemeente in het Franse departement Isère (regio Auvergne-Rhône-Alpes). De plaats maakt deel uit van het arrondissement Grenoble. Le Champ-près-Froges telde op 1 januari 2022 1.317 inwoners. 

## Geografie
De oppervlakte van Le Champ-près-Froges bedroeg op 1 januari 2022 4,83 vierkante kilometer; de bevolkingsdichtheid was toen 272,7 inwoners per km².

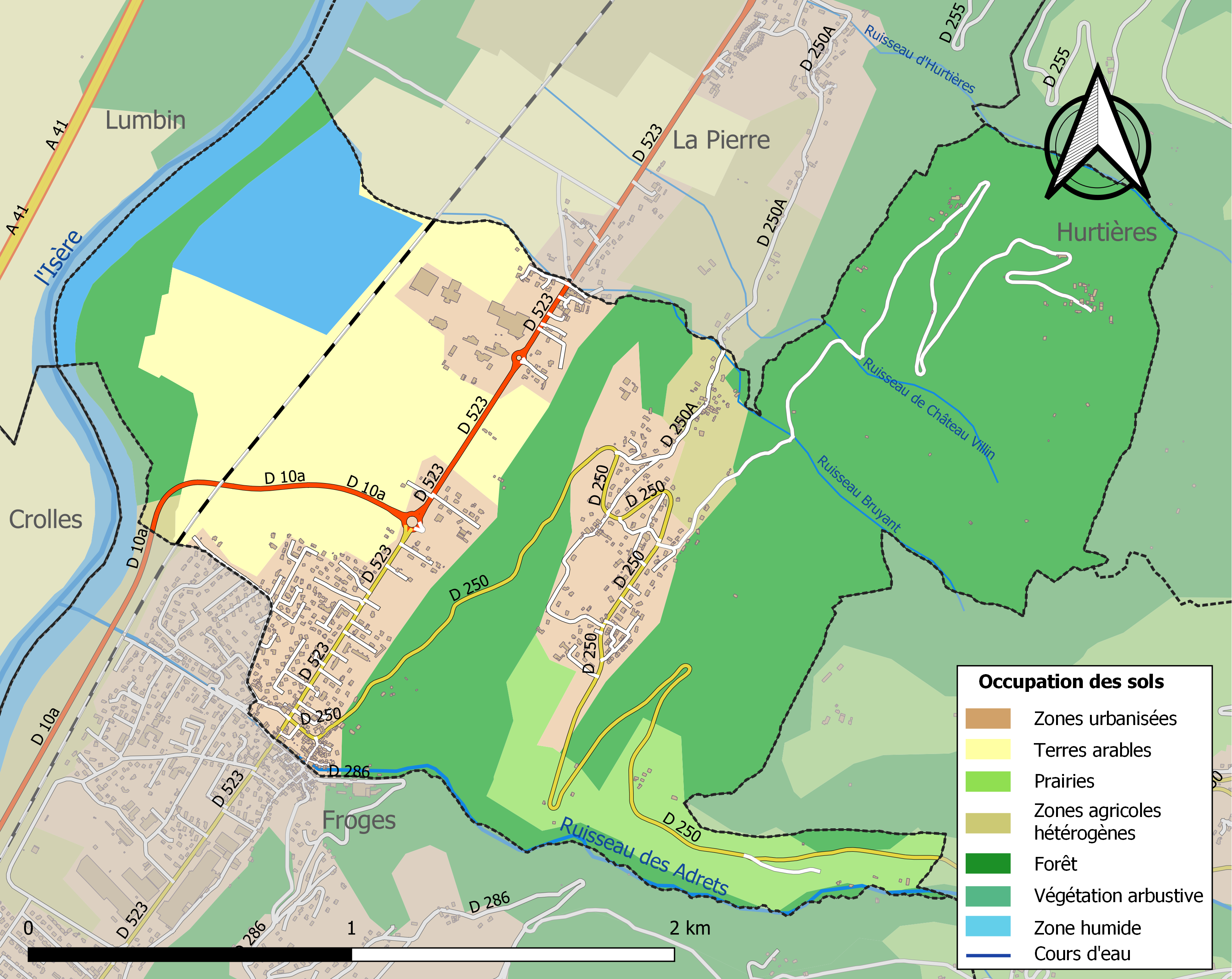
Kaart van de gemeente met de belangrijkste infrastructuur, bodemgebruik en omliggende gemeenten

## Demografie
Onderstaande figuur toont het verloop van het inwonertal (bron: INSEE-tellingen).